# كيرا ماري بيتر هانسن
كيرا ماري بيتر هانسن (مواليد 23 فبراير 1998) هي سياسية دنماركية منتمية لحزب الشعب الاشتراكي  وهي عضو في البرلمان الأوروبي منذ يوليو 2019.